# Cesk Freixas

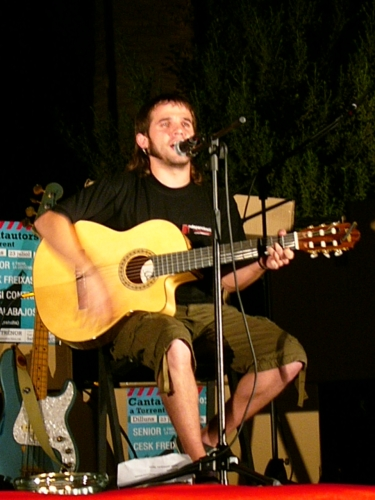
Cesk Freixas.

Cesk Freixas (né le 17 avril 1987, Sant Pere de Riudebitlles, Alt Penedès, Catalogne) est un chanteur catalan de la nouvelle chanson catalane. Il a édité une maquette, trois travaux discographiques et un recueil de versions d'autres chanteurs internationaux avec l'intention de contribuer à la récupération de la chanson d'auteur et la protestation en faveur des pays Catalans.

## Activité culturelle et politique
Cesk Freixas est militant d'Endavant (OSAN) et de la Gauche indépendantiste catalane. C'est pour ce motif qu'en quelques occasions, ses concerts se sont vus affectés par des tentatives de censure des secteurs plus conservateurs et nationalistes espagnols. De nombreux spectacle avec l'auteur-interprète valencien Pau Alabajos ont été annulés pour des raisons idéologiques, surtout dans des municipalités de la Communauté valencienne. En 2009, les formations politiques Partit Popular et Ciutadans ont voulu interdire, sans succès, sa participation au festival Acústica à Figueres en Catalogne.
Depuis 2005, il fait partie de la production de la Rencontre des auteurs interprètes des pays Catalans qui a lieu dans son village (Sant Pere de Riudebitlles), où d'autres chanteurs actuels comme VerdCel, Miquel Gil, Albert Fibla, Feliu Ventura ou Pau Alabajos ont fait leur apparition.

## Discographie
- 2004 : Maquette, auto-édition
- 2005 : Set voltes rebel, Bullanga Records
- 2006 : Les veus dels pobles lliures (La voix des peuples libres), auto-édition : recueil de versions
- 2007 : El camí cap a nosaltres (Le chemin qui mène à nous), RGB Suports
- 2009 : La mà dels qui t'esperen (La main de ceux qui t'attendent), Temps Record
- 2012 : Tocats pel foc (Touchés par le feu), Temps Record
- 2014: Protesta (Temps Record)
- 2017: Proposta (DMusical)
- 2019: Festa Major (U98)